# Ammopelmatus kelsoensis
Ammopelmatus kelsoensis là một loài côn trùng thuộc họ Stenopelmatidae. Đây là loài đặc hữu của Hoa Kỳ.